# 南学 (政治学者)
南 学（みなみ まなぶ、1953年 - ）は、日本の政治学者、行政学者。東洋大学客員教授。専門は自治体政策・経営・マネジメント、大学経営・教育。

## 略歴
神奈川県横浜市生まれ。1977年（昭和52年）、東京大学教育学部卒業。同年横浜市役所に就職、環境事業局・経済局を歴任。1989年（平成元年）、海外大学院留学派遣でカリフォルニア大学(UCLA)大学院に留学。修士(教育学)。
帰国後、市立大学事務局、市長室、企画局を歴任し、1999年（平成11年）退職。2000年（平成12年）、静岡文化芸術大学文化政策学部助教授に就任。
2002年（平成14年）から2004年（平成16年）まで、中田宏市長のもと横浜市参与兼務。横浜市立大学教授、神奈川大学特任教授を経て、現職。

## 著書

### 単著
- 『自治体アウトソーシングの事業者評価―指定管理者制度とモニタリング・第三者評価ー』(学陽書房 、2008年)
- 『実践!「自治体ABC」によるコスト削減―成果を出す行政経営』(ぎょうせい、2006年)

### 共著
- （上山信一）『横浜市改革エンジンフル稼働―中田市政の戦略と発想―』(東洋経済新報社、2005年)

### 編著
- 『横浜　交流と発展のまちガイド』(岩波ジュニア新書、2004年)
- 『行政経営革命』(ぎょうせい、2003年)
- 『先進事例から学ぶ 成功する公共施設マネジメント』（学陽書房、2016年）[2]
- 『実践！公共施設マネジメント』（学陽書房、2019年）[3]